# Овербек, Бонавентура ван
Бонавентура ван Овербек (нидерл. Bonaventura van Overbeek; 1660, Амстердам — 28 октября 1705, Амстердам) — голландский рисовальщик и гравёр.

## Биография
Овербек родился в Амстердаме. Он был сыном Иоанна (Йохана) ван Овербека (1616—1680) и Клары ван Бассероде (1632—1670), кузеном Михила ван Овербека, который публиковал гравюры по его римским рисункам после смерти Бонавентуры.
Бонавентура ван Овербек учился рисунку и живописи у Герарда де Лересса. Он отправился в Рим и зарисовывал древности, а после возвращения был радушно принят Лерессом.
По сведениям А. Хоубракена, Бонавентура рисовал римские руины с натуры и, находясь в Риме, присоединился к обществу «Перелётные птицы» (нидерл. Bent vogels , или нидерл. Bentvueghels — «птицы пера») — сообщество, или «братство», иностранных художников, прибывавших в католический Рим из северных стран (главным образом из Нидерландов и Германии) с целью изучения сокровищ классического искусства и совершенствования своего мастерства. По обычаю общества он взял себе новое, «кривое» имя: Ромул (Romulus).
В Риме Бонавентура начал собирать гипсовые слепки и делать рисунки, намереваясь написать книгу по истории искусства. Он опубликовал несколько офортов по своим рисункам, а также написал книгу с гравюрами и аннотациями об основных достопримечательностях Рима (1708), которую посвятил английской принцессе Анне. Бонавентура познакомился с живописцем и гравёром Якобом Кристофом Леблоном, который награвировал его портрет для фронтисписа альбома с видами древностей Рима (показан в карточке).
Овербек посещал Рим трижды, но не дожил до выхода книги, её опубликовал племянник художника Михил ван Овербек. Труд Бонавентуры ван Овербека о римских руинах, опубликованный в 1708 году, был переведён с латыни на французский язык (Les restes de l’ancienne Rome) в 1709 году.

## Рисунки и офорт Овербека из собрания Университетской библиотеки в Лейдене

Коленопреклонённый юноша (Нарцисс ?). Бумага, тушь, перо
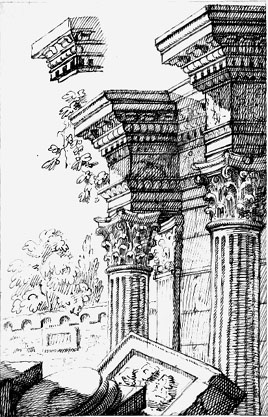
Колонны коринфского ордера. 1698. Бумага, тушь, перо
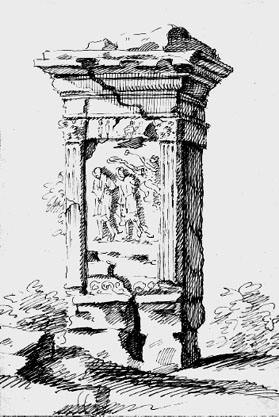
Надгробный монумент. Бумага, тушь, перо
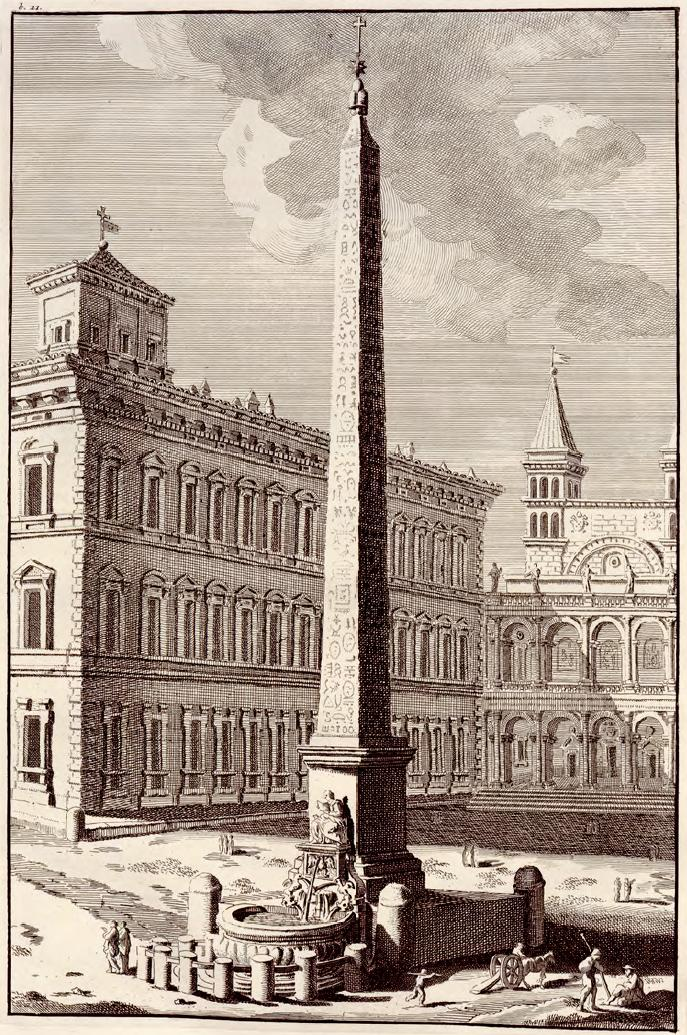
Латеранский обелиск. 1709. Офорт
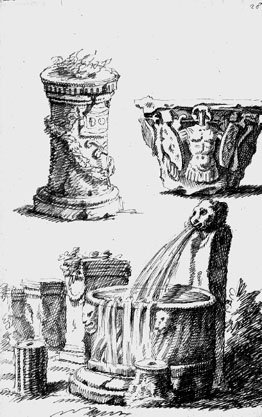
Алтари и фонтан. Бумага, тушь, перо
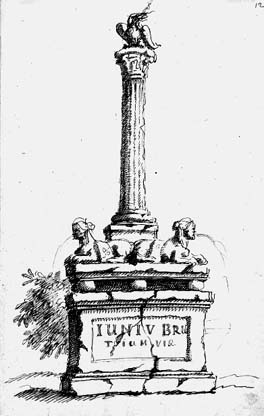
Классический монумент. 1698. Бумага, тушь, перо
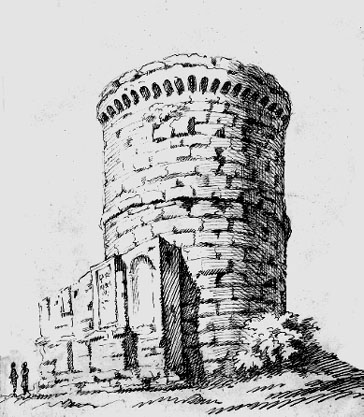
Классический храм. 1698. Бумага, тушь, перо